# Csengerújfalu
Csengerújfalu is een plaats (község) en gemeente in het Hongaarse comitaat Szabolcs-Szatmár-Bereg. Csengerújfalu telt 892 inwoners (2001).